# Twickenham Stadium
Das Twickenham Stadium, oft auch als Twickers oder einfach nur Twickenham bezeichnet, ist ein vornehmlich für Rugby-Union-Spiele genutztes Stadion im Londoner Stadtteil Twickenham im Bezirk Richmond upon Thames. Seit September 2024 trägt es den Sponsorennamen Allianz Stadium. Es ist mit einer Kapazität von 82.000 Zuschauern nach dem neuen Wembley-Stadion die zweitgrößte Sportstätte im Vereinigten Königreich und das größte für Rugby Union errichtete Stadion der Welt. Twickenham ist die Heimat des englischen Rugby-Verbandes Rugby Football Union (RFU) und Austragungsort von Länderspielen des englischen Rugby-Union-Nationalteams. Im East Stand des Stadions ist das World Rugby Museum beheimatet. Als The Museum of Rugby 1996 eröffnet, erhielt es 2007 den heutigen Namen.

## Geschichte
Nach ausverkauften Länderspielen gegen die All Blacks und die Springboks in Crystal Palace erkannte die RFU den Nutzen eines eigenen Stadions. Der Verband erwarb 1907 in Twickenham für 5.572 Pfund Sterling und 12½ Schilling ein 10¼ Acre großes Gelände, auf dem vorher Kohl angebaut worden war. Dieser Umstand brachte der Sportstätte den liebevollen Namen Cabbage Patch (deutsch Kohlacker) ein. Die ersten Tribünen entstanden im darauf folgenden Jahr. Nach weiteren Investitionen in Zufahrtsstraßen fand am 2. Oktober 1909 das Eröffnungsspiel zwischen den Harlequins und Richmond statt. Das erste Länderspiel mit der Partie England gegen Wales folgte am 15. Januar 1910 vor 20.000 Zuschauern. Während des Ersten Weltkriegs weideten Kühe, Pferde und Schafe auf dem Stadionrasen. König George V. enthüllte 1921 ein Kriegsdenkmal.
Während der Weltmeisterschaft 1991 war Twickenham Austragungsort der Spiele der Gruppe A sowie des Endspiels zwischen den Wallabies und England. Auch während der Weltmeisterschaft 1999, deren Gastgeber eigentlich Wales war, wurden hier mehrere Spiele ausgetragen, darunter beide Halbfinale.
Das Stadion wurde kontinuierlich erweitert. Ab 1995 betrug die Kapazität 75.000 Zuschauer. Zwischen Juni 2005 und November 2006 wurde die Südtribüne vollständig erneuert, womit die Stadionkapazität auf 82.000 Plätze erweitert werden konnte. In den Kosten von 80 Millionen £ waren auch der Einbau von V.I.P.-Logen, ein neues Vier-Sterne-Marriott-Hotel mit 156 Zimmern, ein Kulturzentrum, ein Freizeitclub und diverse andere Räumlichkeiten enthalten.
2015 war das Twickenham Stadium Austragungsort von Gruppenspielen, eines Viertelfinals, beider Halbfinale und des Finales der Rugby-Union-Weltmeisterschaft. Während der Weltmeisterschaft hat das Stadion eine Kapazität von 81.605 Zuschauern.
Im Dezember 2016 gab die Rugby Football Union Pläne für einen Umbau des East Stand bekannt. Die Stadt hatte die Baugenehmigung erteilt und die Arbeiten wurden im Frühjahr 2017 begonnen. Auf sechs Ebenen entstand eine zusätzliche Flächen von ca. 11.600 m², die für Restaurants, Veranstaltungsräume und neue Logen genutzt werden. Anfang März 2018 wurde bekannt, dass die Kosten für die Renovierung durch die Anforderungen der Rugby Football Union gestiegen sind. So forderte der Verband, dass die Tribünen auch einer Bombenexplosion standhalten müssen. Die vorher veranschlagten Kosten von 62 Mio. Euro stiegen um 11,4 Mio. auf 73,4 Mio. Euro. Nach dem Großbrand im Grenfell Tower am 14. Juni 2017 mit 71 Toten sollte auch der Brandschutz im Stadion verbessert werden, um einer solchen Katastrophe im Twickenham Stadium vorzubeugen. Die für 81 Mio. £ umgebaute Osttribüne wurde am 3. November 2018 im Rahmen des Rugby-Union-Länderspiels England gegen Südafrika (12:11) eingeweiht. Die Entwürfe für die Umgestaltung wurden von der KSS Design Group in Zusammenarbeit mit Wildfire London erstellt.
Am 5. August 2024 gab die Rugby Football Union bekannt, dass sie einen Sponsorenvertrag mit dem Versicherungskonzern Allianz SE über den Namen des Twickenham Stadium abgeschlossen hat. Seit September des Jahres wird es für die nächsten zehn Jahre Allianz Stadium heißen. Damit ist das Twickenham das achte Stadion weltweit, dass den Namen der Versicherung trägt. Für das Sponsoring soll die Allianz 100 Mio. £ zahlen. Die Vereinbarung erfolgte im Vorfeld einer umfassenden Renovierung, die Anfang 2024 von der RFU beschlossen wurde. Geplant ist u. a. der Bau eines neuen Unterrangs. Die Arbeiten sollen nach den Six Nations 2027 beginnen und 2031 abgeschlossen sein. Die Zuschauerkapazität wird auf ein Minimum von 80.000 gesenkt. Das erste Spiel unter neuem Namen trug am 14. September 2024 die englische Rugby-Union-Nationalmannschaft der Frauen gegen Neuseeland aus.

## Veranstaltungen
Das Twickenham Stadium ist das Heimstadion der englischen Rugby-Union-Nationalmannschaft, die hier seit 1909 sämtliche Heimspiele austrägt. Dazu gehören insbesondere die Spiele beim Turnier Six Nations und die November-Länderspiele gegen Mannschaften der südlichen Hemisphäre. Es ist neben den Länderspielen der englischen Rugby-Union-Nationalteams Austragungsort anderer Sport- und Kulturveranstaltungen sowie Konzerte. Es findet hier das Finale der English Premiership sowie einzelne Spiele im Anglo-Welsh Cup und im Heineken Cup bzw. seit 2014 European Rugby Champions Cup sowie Turniere der World Rugby Sevens Series statt.
Obwohl die Anlage meist nur für Rugby-Union-Spiele genutzt wird, diente es auch bei anderen Ereignissen als Veranstaltungsort. Dazu gehören Finalspiele des Challenge Cup, des Rugby-League-Pokalwettbewerbs.
Die Zeugen Jehovas nutzen das Stadion regelmäßig für ihre jährlichen Kongresse. 2014 feierte man vor mehr als 50.000 Besuchern das 60. Jubiläum der Veranstaltung.
Am 23. Oktober 2016 wurde erstmals ein American-Football-Spiel der National Football League (NFL) im Twickenham Stadium ausgetragen. Die Partie der Regular Season vor 75.000 Zuschauern gewannen die New York Giants gegen die Los Angeles Rams mit 17:10. Dies war das erste Mal in der Geschichte des über 100 Jahre alten Stadions, dass es für einen anderen Sport als Rugby genutzt wurde. Ebenso war es das erste NFL-Gastspiel in London, das nicht im Wembley-Stadion stattfand.

## The Stoop
Nur wenige hundert Meter südlich liegt das Twickenham Stoop Stadium, kurz The Stoop, das 1963 erbaute Stadion ist die Heimat der Harlequins aus der English Premiership, der höchsten Spielklasse der Männer im englischen Rugby Union. Die RFU lud die Quins 1906 ein im neuen Twickenham Stadium zu spielen.

## Galerie

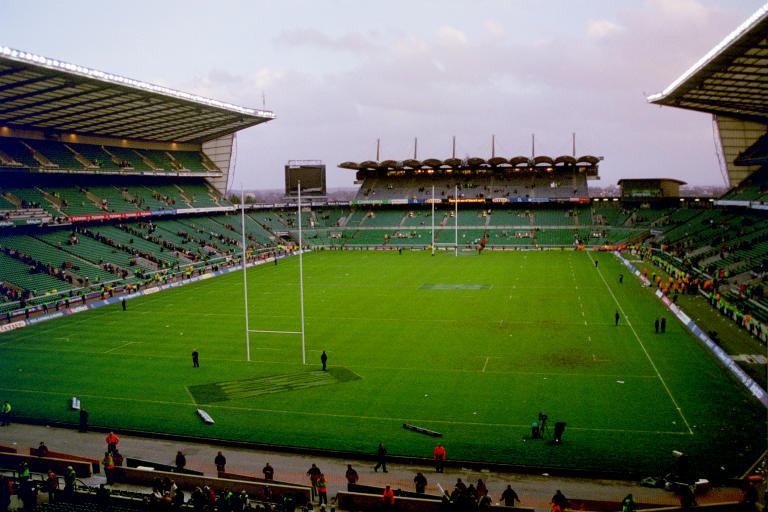
Vor dem Umbau des South Stand
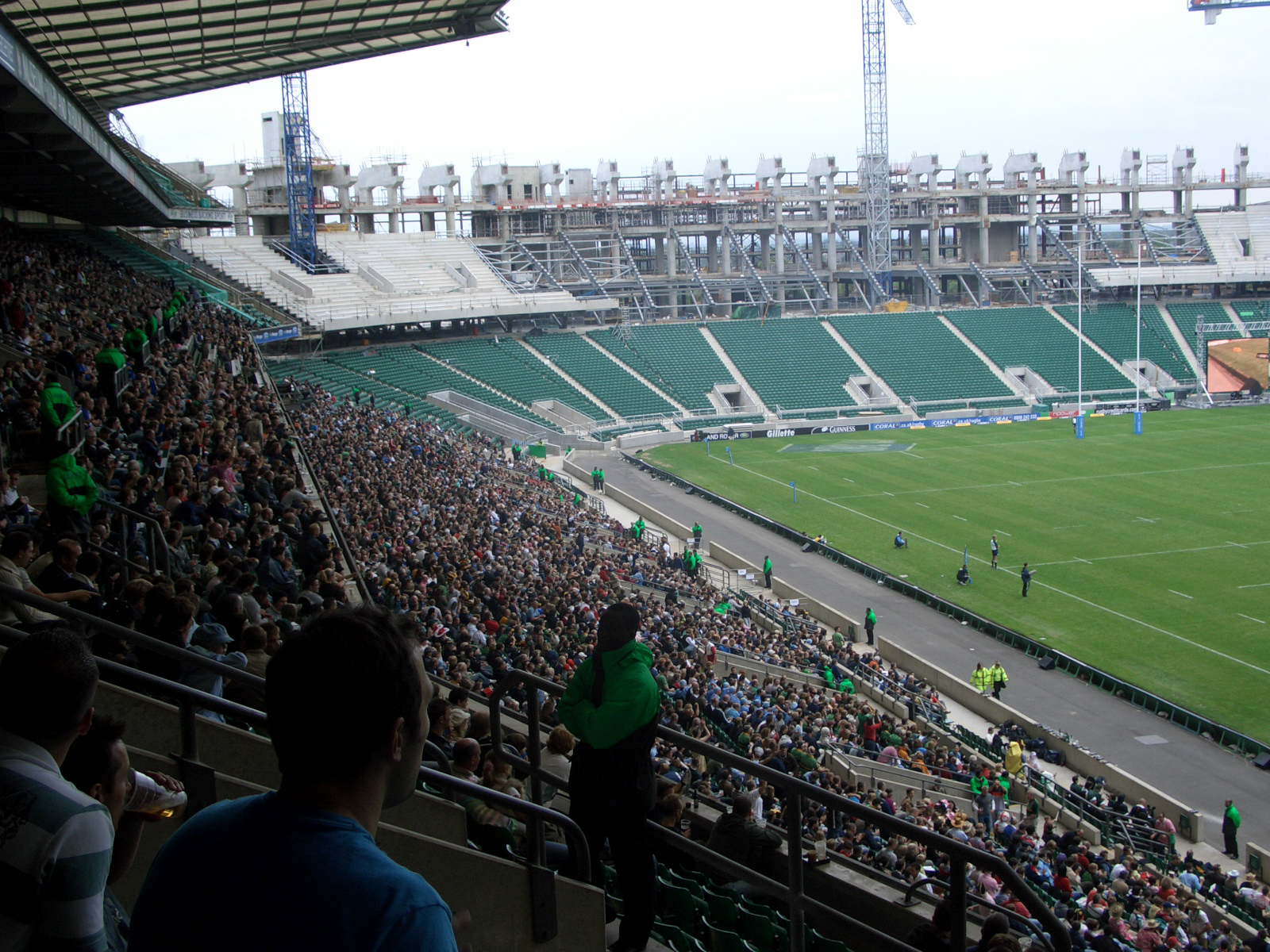
Während des Umbaus im August 2006
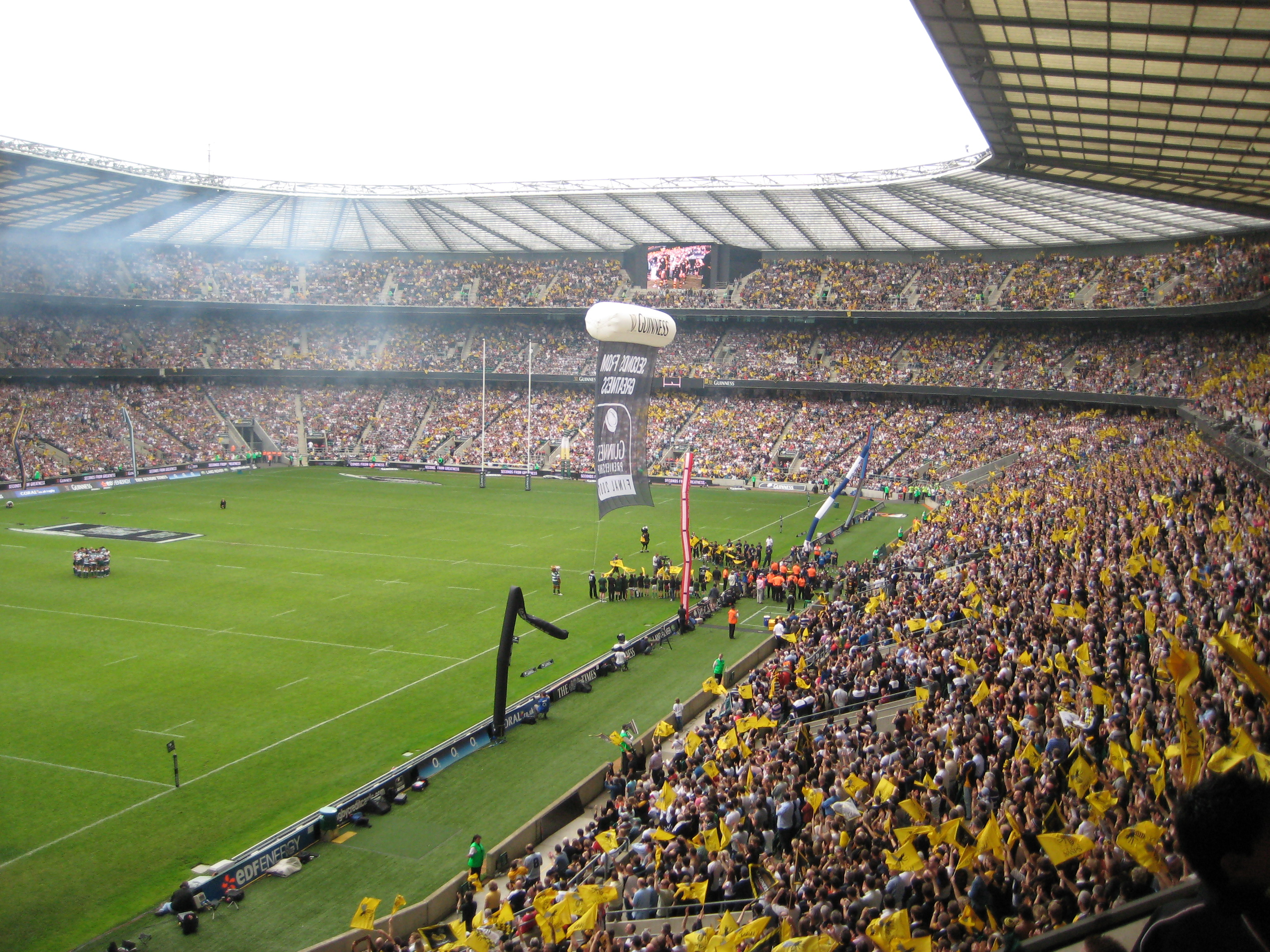
Finale der English Premiership 2007/08 im Twickenham
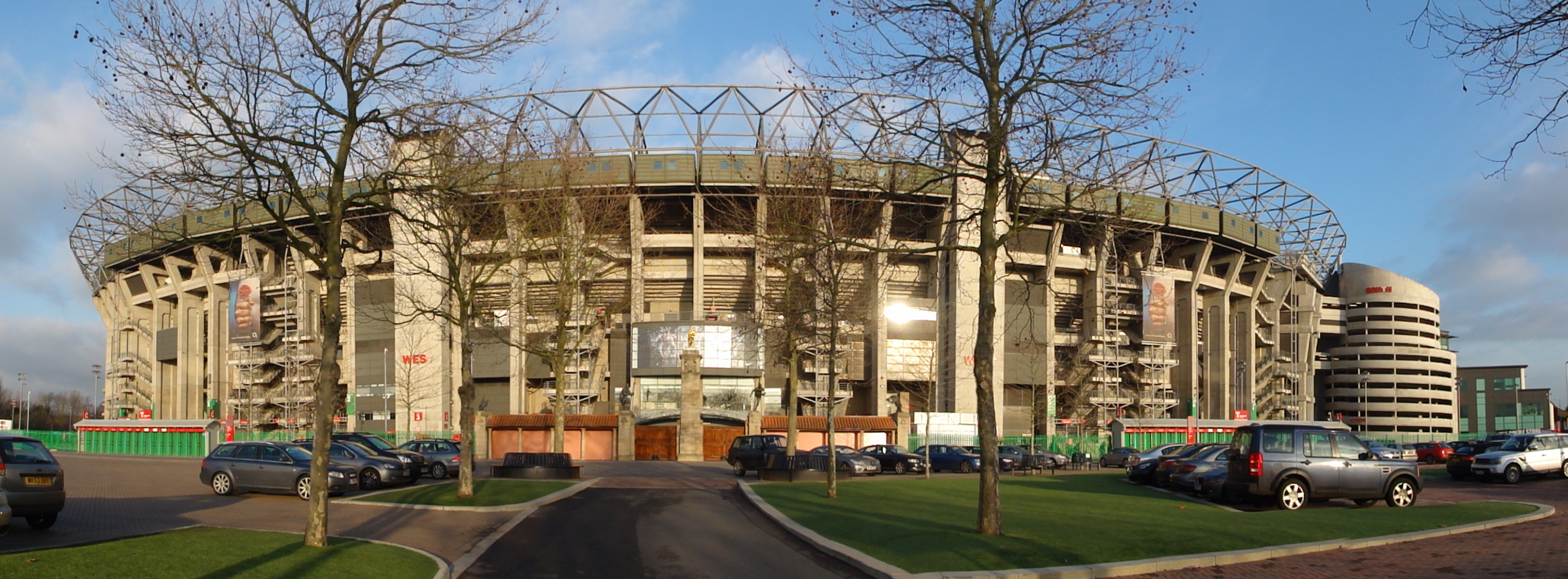
Westseite des Twickenham im Januar 2011
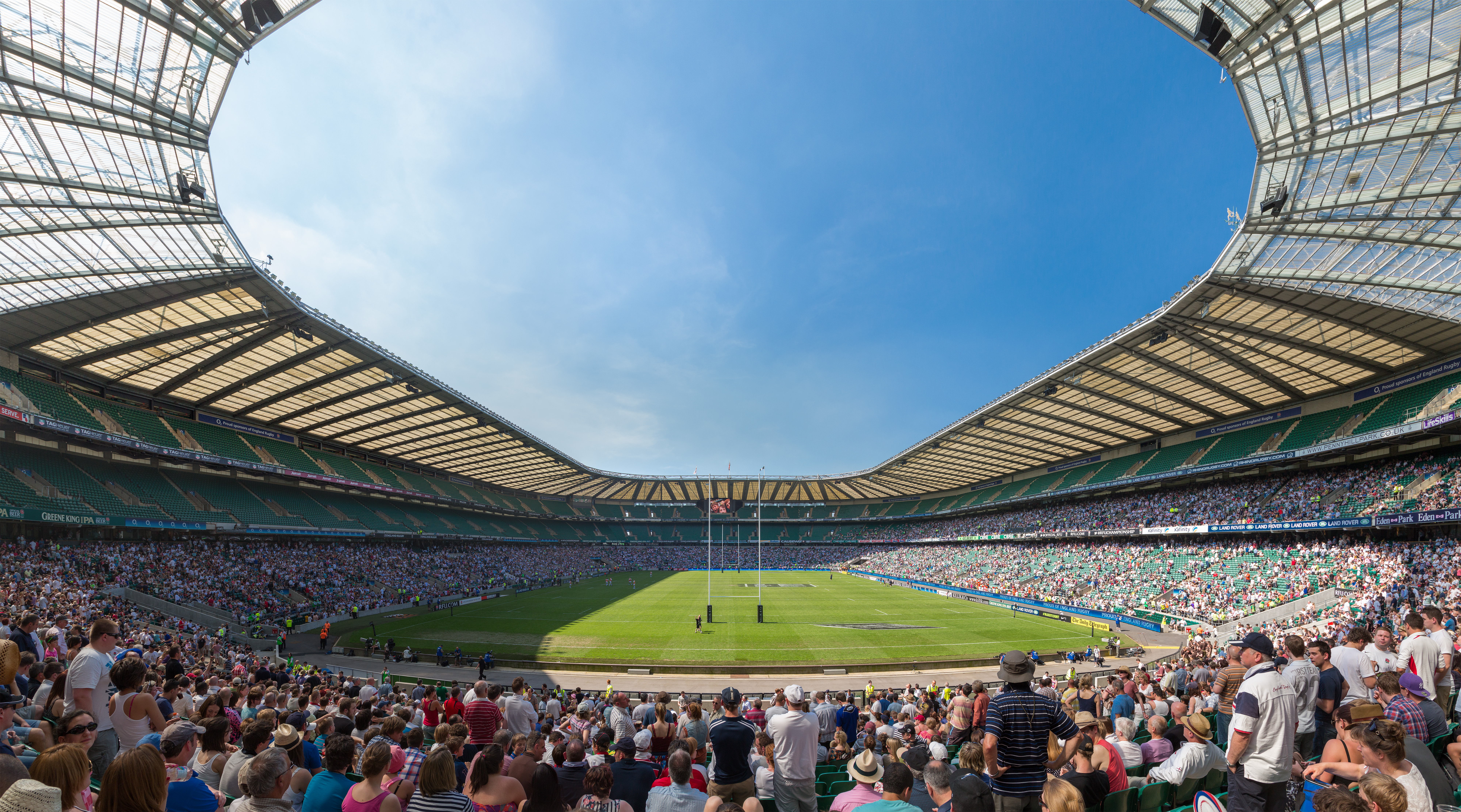
Das Twickenham Stadium im Mai 2012